# 冈比亚地理
冈比亚共和国是西非国家，西濒大西洋，全境为一狭长平原，切入塞内加尔共和国境内。

## 国土

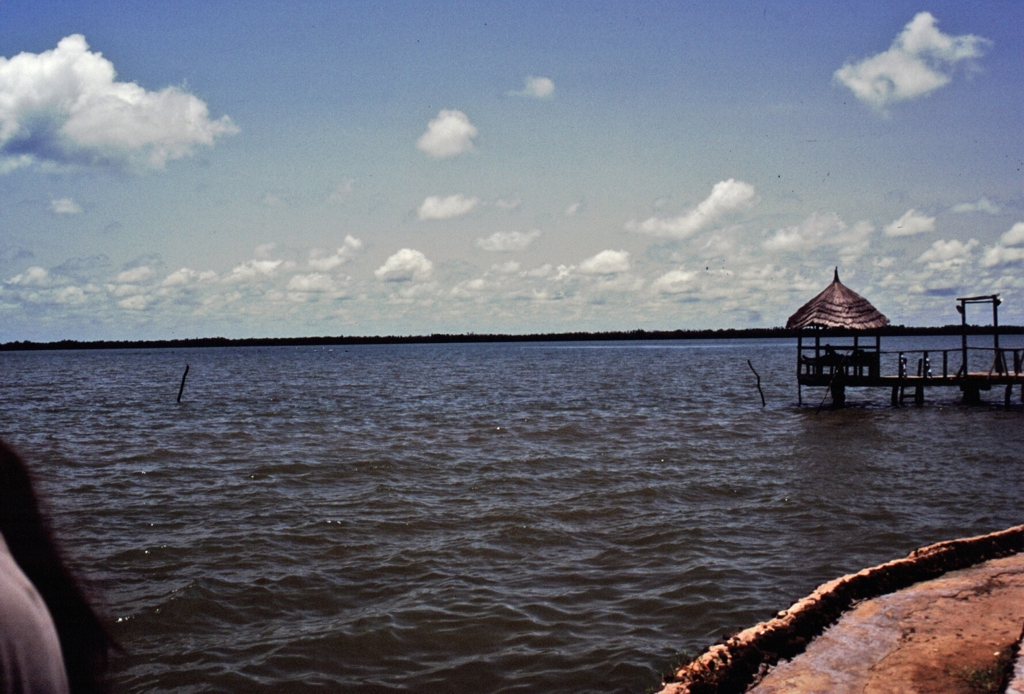
冈比亚境内的冈比亚河

冈比亚领土为冈比亚河两岸的一条狭长地带，宽24～65米千米，自大西洋向东延伸到内陆达475千米，其国土几乎完全为塞内加尔共和国所围绕。冈比亚河发源于几内亚，向西流，穿过海拔25～75米的低高地，冈比亚境内河段均可通航。西部有低小沙丘与洼地（常为沙土平原）交替分布。中、上游流域土壤肥力强于下游流域。

## 气候
冈比亚属亚热带性气候，季节变化明显，湿季（6～10月）炎热，干季（11～4月）较凉爽。年降雨量760～1400毫米不等，且仅出现在夏季。气温年变化为16～43℃，4～6月的日气温为32℃以上。

## 植被生态
冈比亚境内包括高地的热带稀树草原、低洼地多种内陆沼泽、冈比亚河下游（河水微咸）两岸的红树林沼泽。狭长的沿河林带有多种鸟类栖居；大型动物群有豹、黑猩猩、西非海牛、德氏大羚羊、非洲狭吻鳄和尼罗鳄等。

## 土地资源
冈比亚可耕地仅约占国土面积的1/6。境内资源贫乏，但有一些锆石和高岭土储藏。